# Климовская (Тотемский район)
Климовская — деревня в Тотемском районе Вологодской области при впадении Томанги в Цареву.
Входит в состав Калининского сельского поселения, с точки зрения административно-территориального деления — в Калининский сельсовет.
Расстояние по автодороге до районного центра Тотьмы — 29 км, до центра муниципального образования посёлка Царева — 4 км. Ближайшие населённые пункты — Исаево, Кашинское, Коровинская, Левинское, Радчино.
По переписи 2002 года население — 52 человека (28 мужчин, 24 женщины). Преобладающая национальность — русские (98 %).